# 愛奧尼亞希臘語
愛奧尼亞希臘語是古希臘語方言之一，與阿提卡希臘語同屬東部方言群組，傳統使用範圍包括愛琴海週邊地區與義大利半島南部（大希腊）。荷馬希臘語是基於愛奧尼亞希臘語之上融合其他方言的文學語言，主要用於史詩體裁；部分抒情詩體裁亦採用愛奧尼亞方言。其他使用愛奧尼亞希臘語撰寫的作品包括愛奧尼亞哲學、希羅多德史書、希波克拉底醫書等。

## 历史
伊奥尼亚方言似乎在公元前11世纪的希腊黑暗时代早期，多利安人入侵时从希腊本土传播到爱琴海。
到公元前5世纪的古风时期末~古典希腊时期初，小亚细亚西海岸中部及希俄斯岛和萨摩斯岛构成了伊奥尼亚的中心地区。伊奥尼亚方言也分布在爱琴海中部的岛屿和雅典以北的优卑亚岛。很快，伊奥尼亚方言随着殖民活动，传播到爱琴海北部、黑海及地中海西部，包括西西里岛和意大利的大希腊地区。
伊奥尼亚方言分为两个主要时期：古伊奥尼亚与新伊奥尼亚。两者的过渡大约在公元前600年。
荷马（《伊利亚特》《奥德赛》及荷马诗颂）及赫西俄德的著作所用的是一种被称为荷马希腊语的方言，主要由古伊奥尼亚语组成，也包含一些北方伊欧里斯希腊语的成分。诗人阿尔基罗库斯所用的是晚期古伊奥尼亚语。
有名的新伊奥尼亚语作家有阿那克里翁、泰奥格尼斯、希罗多德、希波克拉底、阿莱泰乌斯、阿里安及琉善。
伊奥尼亚方言在希腊语使用者中享有盛誉，因为它与荷马和希罗多德的语言有关，而且与雅典的阿提卡希腊语有密切关系。 公元前403年，雅典进行了文字改革，不再使用阿提卡字母，转用米利都的伊奥尼亚字母。这套字母最终成为标准希腊字母，在通用希腊语时代得到了统一。它也是《福音书》《使徒行传》所用的字母。

## 次方言
根据铭文，伊奥尼亚希腊语可以分为3种方言：
1. 西部方言，分布于优卑亚岛和奥罗波斯；
2. 中部方言，分布于基克拉泽斯；
3. 东部方言，分布于小亚细亚西岸。

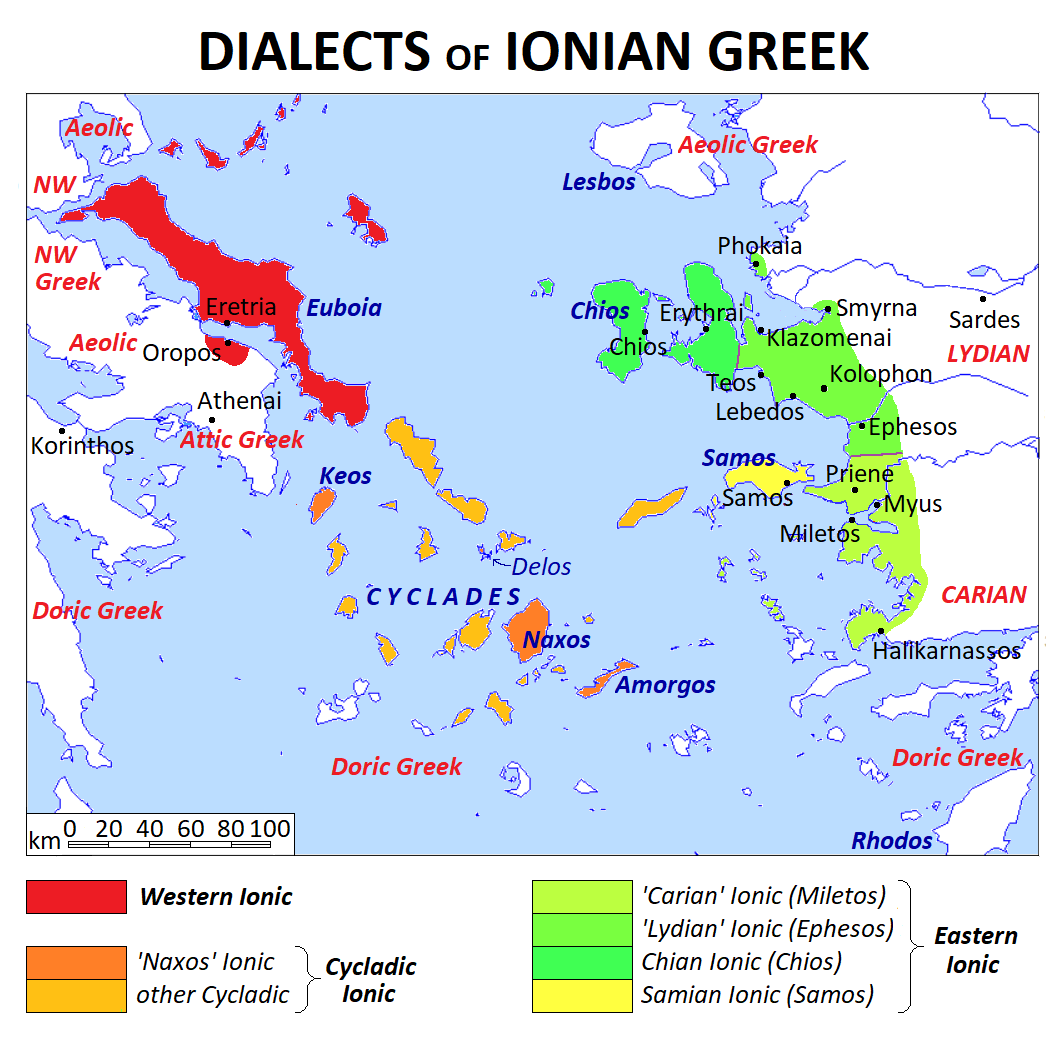
伊奥尼亚希腊语方言

东伊奥尼亚方言与其他两种方言不同，很早就失去了/h、w/。此外，在西、中部方言，以 /hop-/开头的词（ὅπου“哪里”；ὅπως“怎么”）对应东部方言的ok-（一般写作hok-）（ὅκου/ὄκου、ὅκως/ὄκως）。
西伊奥尼亚方言的特征在于-tt-、-rr-，对应另两种方言的-ss-、-rs-（τέτταρες vs. τέσσαρες“4”；θάρρος vs. θάρσος“勇敢”）。
中部方言可进一步细分：凯阿岛、纳克索斯岛和阿莫尔戈斯岛保留了写作E的/æ/与来自/ā/、写作H的/æ/之间的区别，例如ΜΗΤΕΡ = μήτηρ < μάτηρ“母”。其他地方则没有这种区分，Η与Ε的混淆的。
希罗多德在《历史》中称东部方言可以分4片，其中3个明显受邻近语言的影响：
a. 米利都、美乌斯和普利耶涅及其殖民地的方言，受卡利亚语的影响；
b. 以弗所、科洛封、勒比都、忒欧斯、克拉佐美纳伊、福西亚及其殖民地的方言，受吕底亚语影响；
c. 希俄斯和埃律特莱亚及其殖民地的方言，受伊欧里斯希腊语影响；
d. 萨摩斯岛及其殖民地的方言。
这四种次方言的差异在碑文中并不明显，可能因为碑文通常是由较高阶层的社会群体制作，在任何地方都说同一种“通用伊奥尼亚语”。“普通人”在各地使用的方言则一定会显示出差别。以弗所“乞丐诗人”希波纳克斯的语言体现了这一点，他常在作品中使用当地口语（νικύρτας, σάβαυνις：詈语；χλούνης“贼”；κασωρικός“嫖客”）和吕底亚借词（πάλμυς“国王”）。

## 音系

### 元音
原始希腊语 ā > 伊奥尼亚 ē；多利亚、伊欧里斯方言中保留为ā；阿提卡方言中ā在e, i, r后保留，其他地方变为ē。
- 阿提卡 νεᾱνίᾱς neāníās；伊奥尼亚νεηνίης neēníēs“小伙子”
- 多利亚ἁ (ᾱ) hā > 阿提卡-伊奥尼亚ἡ hē（阴性主格单数）
- 多利亚μᾱ́τηρ mātēr > 阿提卡-伊奥尼亚μήτηρ mḗtēr“母”

原始希腊语 e, o > 东/中伊奥尼亚ei, ou：，发生于enw-, erw-, onw-, orw-中/w/消失后的补偿延长。在阿提卡方言和西部伊奥尼亚方言，e, o不延长。
- 原始希腊语*kórwā[9] > 阿提卡κόρη kórē；东伊奥尼亚κούρη koúrē “女孩”
- *órwos > ὄρος óros, οὖρος oúros“山”
- *ksénwos > ξένος xénos, ξεῖνος xeĩnos “客”

东伊奥尼亚方言词首的/h/消失（原始希腊语 hV- > 伊奥尼亚 V-）。
- 原始希腊语*hāwélios > 阿提卡hēlios，荷马（早期东伊奥尼亚方言）ēélios “日”

伊奥尼亚方言的缩音比阿提卡方言少。
- 伊奥尼亚γένεα génea；阿提卡γένη génē“家族”（中性主格复数）

### 辅音
原始希腊语*kʷo > 阿提卡、西/中伊奥尼亚po、部分东伊奥尼亚ko。
- 原始希腊语*hókʷōs > 东伊奥尼亚ὅκως hókōs；阿提卡ὅπως hópōs “无论如何”

原始希腊语*ťť > 东/中伊奥尼亚 ss；西伊奥尼亚、阿提卡tt。东/中伊奥尼亚方言的这个特点进入了通用希腊语。
- 原始希腊语*táťťō > 伊奥尼亚τάσσω tássō；阿提卡τάττω táttō “我安排”

## 资料
- A History of Ancient Greek: From the Beginnings to Late Antiquity by A. Panayotou; Ionic and Attic
- A Grammar of the Greek Language by Benjamin Franklin Fisk;  Ionic

## 阅读更多
- Bakker, Egbert J., ed. 2010. A companion to the Ancient Greek language. Oxford: Wiley-Blackwell.
- Christidis, Anastasios-Phoivos, ed. 2007. A history of Ancient Greek: From the beginnings to Late Antiquity. Cambridge, UK: Cambridge University Press.
- Colvin, Stephen C. 2007. A historical Greek reader: Mycenaean to the koiné. Oxford: Oxford University Press.
- Horrocks, Geoffrey C. 1987. "The Ionian epic tradition: Was there an Aeolic phase in its development?" Minos 20–22: 269–94.
- ––––. Greek: A history of the language and its speakers. 2nd ed. Oxford: Wiley-Blackwell.
- Palmer, Leonard R. 1980. The Greek language. London: Faber & Faber.
- West, Martin L. 1974. Studies in Greek elegy and iambus. Berlin: de Gruyter.